# サム・ダーノルド
サミュエル・リチャード・ダーノルド（Samuel Richard Darnold, 1997年6月5日 - ）は、アメリカ合衆国カリフォルニア州デイナポイント出身のプロアメリカンフットボール選手。NFLのシアトル・シーホークスに所属している。ポジションはクォーターバック。

## 経歴

### プロ入り前
2015年に南カリフォルニア大学に入学したダーノルドは、コーチからラインバッカーへの転向を勧められた。しかしダーノルドはこれを断った。2015年シーズンは1年間赤シャツとして過ごした。
2016年シーズンは、2番手QBとして開幕を迎えた。しかしチームが1勝2敗と負け越しスタートとなったことを受け、シーズン途中で先発に昇格した。その年、チームは8年ぶりにローズ・ボウルに招待された。ダーノルドはパス53回中33回成功、453ヤード（ローズ・ボウル新記録）、5TD（同じくローズ・ボウル新記録）を記録し、チームも52-49で勝利した。
2017年シーズンは、ハイズマン賞最有力候補として注目されたが、開幕から数試合は新WR陣と息が合わず苦戦した。しかしその後は調子を取戻し、最終的に14試合でパス成功率63.1%、4,143ヤード、26TD、13INT、5ラッシングTDの成績を残した。

### ニューヨーク・ジェッツ

#### 2018年
2018年1月3日、ダーノルドは2018年のNFLドラフトにエントリーすることを発表した。
ダーノルドはニューヨーク・ジェッツから1巡3位で指名を受け、2018年6月30日、4年3025万ドル（約34億円）の契約を結んだ。
開幕前に先発QBに指名されたダーノルドは2018年9月10日、デトロイト・ライオンズ戦のマンデーナイトフットボールでプロ・デビューを果たした。ダーノルドはAFLとNFLの合併以来、最年少の開幕先発QBとなった。この試合で初めて投げたパスはインターセプトされ、そのままTDされた。しかしその後は立て直し、198ヤード、2TDを投げ、チームも48-17で勝利した。
2018年シーズンは2,865ヤード、17TD、15INTの成績で終わった。

#### 2019年
2019年開幕週はバッファロー・ビルズと対戦し、179ヤード、1TDを投げた。第3Q途中まで16-0とリードしていたが、その後逆転され16-17で敗れた。
ジェッツは9月12日、ダーノルドが伝染性単核球症に感染し、第2週のブラウンズ戦を欠場すると発表した。結果的に計3試合欠場した。
復帰後初めての試合となった第6週のダラス・カウボーイズ戦では、338ヤード、2TD、1INTを投げ、チームを24-22で勝利へと導いた。この試合の活躍により、AFCの週間最優秀攻撃選手に選ばれた。
翌週のニューイングランド・ペイトリオッツとのマンデーナイトフットボールでは、154ヤード、0TD、4INT、1ファンブルロストと散々な成績で0-33と完封負けを喫した。この試合で、ダーノルドはマイクをつけプレーしていたが、試合中に「幽霊が見える」と弱音を吐いた事がマイクに拾われ、放映された。
2019年は3,024ヤード、19TD、13INTの成績に終わった。

### カロライナ・パンサーズ
2021年4月5日、3つのドラフト権利との交換でカロライナ・パンサーズにトレードされた。第10週のペイトリオッツ戦で肩を負傷し、その後の5試合を欠場した。
2022年はビルズとのプレシーズン最終戦で足首を負傷し、開幕から長期間離脱した。

### サンフランシスコ・49ers
2023年3月16日にサンフランシスコ・49ersと1年契約を結んだ。ブロック・パーディのバックアップQBとなった。

### ミネソタ・バイキングス
2024年3月、カーク・カズンズをFAで失ったミネソタ・バイキングスと1年契約を結んだ。開幕からチームをNFC唯一の4連勝に導き、9月の月間最優秀攻撃選手賞を受賞した。全試合に先発し、移籍初年度のQBとしては史上初となる14勝を挙げ、チームをプレーオフに導いたほか、自身も初めてのプロボウルに選出された。

### シアトル・シーホークス
2025年3月、シアトル・シーホークスと複数年契約を結んだ。契約規模は5,500万ドルが保証された3年総額1億500万ドルと伝えられる。

## 詳細情報

### 年度別成績

#### レギュラーシーズン
| 年度     | チーム   | 背 番 号 | 試合 | 試合 | パス      | パス      | パス      | パス        | パス             | パス | パス | パス          | ラン      | ラン        | ラン             | ラン | ファンブル    | ファンブル |
| 年度     | チーム   | 背 番 号 | 出場 | 先発 | 成功 回数 | 試投 回数 | 成功 確率 | 獲得 ヤード | 平均 獲得 ヤード | TD   | Int  | レイテ ィング | 試行 回数 | 獲得 ヤード | 平均 獲得 ヤード | TD   | ファン ブル数 | ロスト     |
| -------- | -------- | -------- | ---- | ---- | --------- | --------- | --------- | ----------- | ---------------- | ---- | ---- | ------------- | --------- | ----------- | ---------------- | ---- | ------------- | ---------- |
| 2018     | NYJ      | 14       | 13   | 13   | 239       | 414       | 57.7      | 2,865       | 6.9              | 17   | 15   | 77.6          | 44        | 138         | 3.1              | 1    | 5             | 2          |
| 2019     | NYJ      | 14       | 13   | 13   | 273       | 441       | 61.9      | 3,024       | 6.9              | 19   | 13   | 84.3          | 33        | 62          | 1.9              | 2    | 11            | 3          |
| 2020     | NYJ      | 14       | 12   | 12   | 217       | 364       | 59.6      | 2,208       | 6.1              | 9    | 11   | 72.7          | 37        | 217         | 5.9              | 2    | 4             | 4          |
| 2021     | CAR      | 14       | 12   | 11   | 243       | 406       | 59.9      | 2,527       | 6.2              | 9    | 13   | 71.9          | 48        | 222         | 4.6              | 5    | 9             | 3          |
| 2022     | CAR      | 14       | 6    | 6    | 82        | 140       | 58.6      | 1,143       | 8.2              | 7    | 3    | 92.6          | 26        | 106         | 4.1              | 1    | 6             | 2          |
| 2023     | SF       | 14       | 10   | 1    | 28        | 46        | 60.9      | 297         | 6.5              | 2    | 1    | 85.1          | 21        | 15          | 0.7              | 1    | 3             | 1          |
| 2024     | MIN      | 14       | 17   | 17   | 361       | 545       | 66.2      | 4,319       | 7.9              | 35   | 12   | 102.5         | 67        | 212         | 3.2              | 1    | 8             | 4          |
| NFL：7年 | NFL：7年 | NFL：7年 | 83   | 73   | 1,443     | 2,356     | 61.2      | 16,383      | 7.0              | 98   | 68   | 83.9          | 276       | 972         | 3.5              | 14   | 46            | 18         |

- 2024年度シーズン終了時
- 太字は自身最高記録